# معرف الموقع
معرف الموقع (بالإنجليزية: Location identifier) (اختصار: LID) هو تمثيل رمزي للحصول على اسم وموقع مطار، ملاحة، أو محطة رصد جوي، وتستخدم مرافق مراقبة الحركة الجوية المأهولة في مراقبة الحركة الجوية، الاتصالات، برمجة الكمبيوتر، تقارير الطقس، والخدمات ذات الصلة.